# 9041 Takane
A 9041 Takane (ideiglenes jelöléssel 1991 CX) a Naprendszer kisbolygóövében található aszteroida. Satoru Otomo és Osamu Muramatsu fedezte fel 1991. február 9-én.